# 泉秀節
泉秀節（いずみ しゅうせつ、1844年（弘化元年） - 1904年（明治37年3月25日）は、明治時代の囲碁棋士。元の名は恒治郎、大阪生まれ、中川順節門下、五段、大阪方円分社長を務める。

## 経歴
大阪で代々の質屋である大和屋に生まれる。中川順節が家に出入りしていたことから、8歳で順節より碁を学ぶ。12歳の時には二段の力を認められ、奇童と呼ばれる。15歳の時に父が亡くなり、父の名の興兵衛を継いで家業に励み、碁から遠ざかるが、19歳より趣味として再び石を手にする。本因坊秀和と秀甫が来阪した際に興兵衛に四段の免状を与えようとしたが辞退。その後で秀甫に、五段を得られる時には「秀」の字と、師の「節」の字をもらい「秀節」と名乗りたいと告げ、秀甫は承諾した。
秀甫は方円社設立後、方円社分社の設立を依頼する手紙を送るが、1886年（明治19年）に死去。翌年中川亀三郎、小林鉄次郎より再度の依頼と五段の免状が送付され、興兵衛は有志者とともに大阪方円分社を設立、小林鉄次郎を社長名義、自分は秀節を名乗り副社長となって運営に尽くした。1888年には社屋を自宅に移す。1899年（明治32年）、読売新聞の企画で、東京の方円社長巌崎健造と初の電信碁を打ち、秀節先番で1局目はジゴ、2局目は4目負となった。
1904年死去、常春寺に葬られる。1905年に方円社は子の喜一郎に三段を贈り、方円分社長を継がせた。追善碁会には、東京の田村保寿、中川千治、高部道平ら、関西の高崎泰策、田淵米蔵、中根鳳次郎、恵下田仙次郎、井上操子、広島の石谷広策ら棋士の他、藤沢南岳などが出席。喜一郎は1910年四段に進む。
南岳の贈った詩
「眞趣死生外　逸情断続間　橘中仙子楽　日月自閑々」
秀甫からは、東京で学んでいれば上手（七段）には達したろうと評されていた。趣味は自称七段の観世流謡曲で、23世観世清廉より1903年に「蘭曲中之巻」を伝授されたという。